# Aeroporto de Helsínquia-Vantaa
O Aeroporto de Helsínquia-Vantaa (português europeu) ou Aeroporto de Helsinque-Vantaa (português brasileiro); finlandês: Helsinki-Vantaan lentoasema) (IATA HEL, ICAO: EFHK), localizado a 21 km a norte de Helsínquia é o maior aeroporto da Finlândia e um dos mais agitados dos países nórdicos. Foi inaugurado em 1952 para os Jogos Olímpicos. 
O aeroporto dispõe de 130 destinos non-stop em todo o mundo e 350 partidas por dia, que liga a Europa com o resto do mundo. Graças à sua boa localização o Helsinki-Vantaa é a ligação mais rápida e mais directa entre a Europa e a Ásia. Este aeroporto é o que faz mais voos de longa distância em toda a Escandinávia (Europa do Norte). 90% dos voos internacionais finlandeses são feitos através do Helsinki-Vantaa.
Em 2015, uma ligação ferroviária irá proporcionar um acesso mais fácil aos serviços aeroportuários e de conexões de voo do Aeroporto de Helsínquia. A linha ferroviária anel vai ligar o Aeroporto de Helsínquia com a rede ferroviária nacional e melhorar o transporte público na região metropolitana de Helsínquia.

## História
- 1952 - Inauguração do aeroporto
- 1956 - Construção da segunda pista de aterragem
- 1956 - Começou-se a usar o primeiro radar
- 1969 - Abertura de um novo terminal de passageiros
- 1973 - Primeiras medidas de segurança nos voos internacionais
- 1977 - Mudou de nome para Aeroporto de Helsínquia-Vantaa
- 1983 - O terminal de passageiros foi expandido pela primeira vez
- 1993 - Abertura de um terminal de passageiros para voos nacionais
- 1996 - O terminal internacional foi expandido e foi ligado com o terminal de voos nacionais, abertura de uma nova rua de compras, hotel e centro de congressos
- 1997 - Para visitas importantes foi aberto um terminal "VIP President".
- 1998 - Helsinki-Vantaa foi eleito pela primeira vez como melhor do mundo
- 1999 - Expansão do terminal internacional e foi aberto novas salas de partida e de chegada
- 2000 - O número de passageiros superou os 10 milhões
- 2001 - As novas medidas de segurança-Schengen começaram a ser usadas
- 2002 - Conclusão da construção de uma terceira pista de aterragem
- 2004 - Expansão do terminal internacional e abertura de uma nova área de compras para passageiros de longos voos

## Companhias aéreas
| Companhias Aereas          | Destinos |  |  |
| -------------------------- | --- |  |  |
| Aegean Airlines            | Seasonal:Athens |  |  |
| Aeroflot                   | Moscovo-Sheremetyevo |  |  |
| airBaltic                  | Riga,Vilnius |  |  |
| Air Berlin                 | Berlin-Tegel |  |  |
| Airest                     | Pori |  |  |
| Arkia                      | Seasonal:Tel Aviv-Ben Gurion |  |  |
| Belavia                    | Minsk-Nacional |  |  |
| British Airways            | Londres-Heathrow |  |  |
| Budapeste Aircraft Service | Savonlinna |  |  |
| Czech Airlines             | Praga |  |  |
| Finnair                    | Amesterdão,Bangkoque-Suvarnabhumi, Barcelona, Beijing-Capital, Berlin-Tegel, Bruxelas,Budapeste, Chongqing, Copenhaga, Delhi, Düsseldorf, Frankfurt, Fukuoka (Início dia 7 Maio 2016),Genebra, Gotenburgo-Landvetter, Guangzhou (Resumo dia 6 Maio 2016),Hamburgo, Hong Kong, Ivalo, Joensuu, Kittilä, Kraków, Kuopio, Kuusamo, Londres-Heathrow, Madrid, Málaga, Manchester, Miami, Milão-Malpensa, Moscovo-Sheremetyevo, Munique, Nagoya-Centrair, Nova Iorque-JFK, Osaka-Kansai, Oslo-Gardermoen, Oulu, Paris-Charles de Gaulle, Praga, Roma-Fiumicino, Rovaniemi, Saint Petersburg, Seoul-Incheon, Shanghai-Pudong, Singapora, Estocolmo-Arlanda, Tel Aviv-Ben Gurion, Toquio-Narita, Vaasa, Viena, Vilnius, Varsovia-Chopin, Yekaterinburg, Zürique Seasonal: Antália, Atenas, Bergen, Biarritz, Catania, Chania, Chicago-O'Hare, Dalaman, Dubai-International, Dubrovnik, Edimburgo (Início dia 18 Abril 2016), Fuerteventura, Funchal, Gazipaşa, Grã Canaria, Heraclião, Ho Chi Minh City, Innsbruck, Cós, Krabi, Lançarote, Liubliana, Malta, Mitilene (Início dia 25 Maio 2016), Naples, Nice, Ovda, Pafos, Palma de Maiorca, Phuket, Pisa, Preveza (begins 13 June 2016), Pula (begins 20 June 2016), Rhodes, Rimini (begins 14 May 2016), Salzburg, Santorini (begins 7 May 2016), Escíato (begins 23 June 2016), Split, Tenerife-North, Tenerife-South, Toronto-Pearson, Varna (begins 10 June 2016), Venice-Marco Polo, Verona (begins 4 June 2016), Xiã, Zacinto (begins 14 June 2016) |  |  |
|                            | |  |  |

- Referências

1. ↑  https://dxww91gv4d0rs.cloudfront.net/file/dl/i/SNJk4Q/BcPGCxLEkXlllIIdJ0p1Ww/EFHKmatkkuukausittaineng-fi12.pdf
2. ↑  Helsinki Airport is designed for smooth travelling, Pagina principal do aeroporto, recuperado em 8 de fevereiro 2015
3. ↑  Train connection to airport to be opened in summer 2015 Arquivado em 8 de fevereiro de  2015, no Wayback Machine., Pagina principal do aeroporto, recuperado em 8 de fevereiro 2015